# SHUT UP (テレビドラマ)
『SHUT UP』（シャットアップ）は、2023年12月4日から2024年1月29日までテレビ東京系列の「ドラマプレミア23」枠にて放送されたテレビドラマ。主演は民放連続ドラマ初主演となる仁村紗和。
貧しい環境で身を寄せ合う女子大生4人が、仲間を妊娠させた上、まともに取り合わず見下す相手の男への復讐を決断し、100万円強奪計画が繰り広げられるクライムサスペンス。

## あらすじ
大学生の田島由希、川田恵、工藤しおり、浅井紗奈の4人は、苦学しつつ共同生活を送っている。ある日、恵がエリート大学生の鈴木悠馬に妊娠させられたことが明らかになる。由希たち3人は悠馬に責任をとらせようとするが、悠馬は自分が妊娠させたことを認めず、相手にしない。
由希たちは中絶費用のためにパパ活に手を出すが、それでも費用が足りず、由希はパパ活相手の1人とホテルを共にする。しかし、その模様を盗撮した動画が、SNSで拡散されてしまう。一同は動画の削除を弁護士に相談する費用のために、悠馬から100万円を強奪する計画をたてる。この由希たちの行動は次第に周囲の人々を巻き込み、性暴力事件が明らかになってゆく。

## キャスト

### 主要人物
田島由希（たじま ゆき）
演 - 仁村紗和
東桜国際大学2年生。苦学生。お弁当屋と本屋でのバイトを掛け持ちしている。
責任感が強く真っ直ぐで芯のある女性。貧しい状況を諦めたくないと思っている。
川田恵（かわた めぐみ）
演 - 莉子
由希と同じ大学の2年生。由希と同じ女子寮「青葉寮」で暮らす苦学生。インカレサークルに所属。
優しく控えめな性格で自己主張することが苦手。悠馬との間に妊娠が発覚する。
工藤しおり（くどう しおり）
演 - 片山友希
由希と同じ大学の2年生で同じ女子寮で暮らす苦学生。恵と同じインカレサークルに所属。
いつも冷静な現実主義者。恵とは出身地が同じで一番仲が良い。テレアポのバイトをしている。
浅井紗奈（あさい さな）
演 - 渡邉美穂
由希と同じ大学の2年生で同じ女子寮で暮らす苦学生。感情的になりやすいタイプだが、素直で一途。
不器用なところはあるが、友達思いで優しい。バイト先は居酒屋。

### 周辺人物
鈴木悠馬（すずき ゆうま）
演 - 一ノ瀬颯
名門の明鵬大学に通う将来有望な大学3年生。父親は大手飲食会社「ヤスラフード」の社長。一見好青年だが考え方が歪んでいる。
自身が立ち上げたインカレサークルの恵を妊娠させてしまうが、まともに取り合わずに恵たちを見下す。
露木彩（つゆき あや）
演 - 芋生悠
悠馬の恋人で「TSUYUKIジュエリー」の社長令嬢。悠馬と同じ大学の3年生。
山内たける（やまうち たける）
演 - 井上想良
悠馬の大学の同級生でサークル仲間。悠馬に憧れを抱いている。
榎本伊月（えのもと いつき）
演 - 野村康太
悠馬の大学の同級生。悠馬のサークル仲間で幼なじみ。
宇野陽太（うの ようた）
演 - 草川拓弥（超特急）
由希とは大学の同級生で仲が良い。映像編集が得意。しっかりした価値観を持っており、由希にも影響を与える。
鈴木将成（すずき まさなり）
演 - 矢島健一
悠馬の父。大手飲食会社「ヤスラフード」の社長。
山際ひかり（やまぎわ ひかり）
演 - 岡本玲
紗奈を怪しいビジネスに勧誘する謎の女性。
高梨塔子（たかなし とうこ）
演 - 野呂佳代
性暴力被害者のケアや性的合意について考える団体「サンクティ」のスタッフ。
恵のターニングポイントになる人物。

### ゲスト

#### 第1話
飯塚翔、甲斐大和
演 - 山形匠（第2話 - 第6話・最終話）、上野一稀（第2話 - 第6話・最終話）
悠馬と同じインカレサークルの学生。
佐藤
演 - 斎藤加奈子（第4話、第5話）
由希がバイトする書店「ブックスオオトリ」の店長。
後藤
演 - 別紙慶一（第2話）
由希が会ったパパ活相手。
講師
演 - まことりょう
東桜国際大学のミクロ経済学の講師。

#### 第2話
田口
演 - 池田良（第3話、第6話回想、第7話）
自称会社経営者。由希のパパ活相手。パパ活の動画を盗撮してネットに上げてしまう。

#### 第3話
吉田
演 - 三濃川陽介
悠馬たちの出入りするクラブ「ウェイヴ」の支配人。
店長
演 - 久保山知洋（第4話、第7話）
由希のバイト先の弁当屋の店長。
店員
演 - 斉藤千穂
由希たちが悠馬から100万円を掠め取ったオールキャッシュレスのカフェの店員。

#### 第4話
翔子
演 - 森高愛
ひかりと共に紗奈を怪しいセミナーに勧誘した。
水野
演 - 大山きか
セミナーの出席者。ハワイに移住するのが夢と語る。
山田
演 - 葛目祐樹
セミナーの出席者。株式をもっと所有して、不労所得だけで生活するのが目標と話す。
学生
演 - 白神美弥妃（役名：山崎）（第5話）、野邑光希、こんじゅり
明鵬大学の学生。彩の友達。

#### 第5話
岩本一成
演 - 川端大亮（第6話）
本厚木署刑事課の刑事。鈴木悠馬の事件の関係で話を聞きたいと青葉寮にやって来る。
弁護士
演 - 佐藤タダヤス
起業の準備をする悠馬に、「今度コンサルの知り合い紹介するよ」と話す。
女性
声 - 小早川真由
ひかりから紹介され紗奈が商品を売り込んでいる女性。同様の紹介で別の大学生から商品を売り込まれたことがあった。
熱心さのあまり、1セットだけ商品を購入したが、その大学生は借金を作って退学したと話し、紗奈のことを心配してくれる。

#### 第6話
相原
演 - 西丸優子
由希たちを取り調べた刑事。
刑事
演 - 豊田茂
病院で悠馬に事情を聞く。
グループミーティング参加の女性たち
演 - 愛川眞生
「会社の飲み会で、酔った勢いの後輩に体を触られた」と告白する。
演 - 佐藤真弓
「いつも私の体調とか気分とかはお構いなしで、夫は無理やりセックスしようとしてくる」と告白する。
演 - 佐分利眞由奈
「大学のサークル仲間の男友達に家で映画を観ようと誘われ遊びにいったところ、いきなりキスされた」と告白する。
演 - 南海奈
「いつもゴムしないでしたいと言っていた彼氏が途中で勝手にゴムを外してた」と告白する。

#### 第7話
桜井
演 - 板東希（最終話）
サークルでの性暴力被害者。サークルではVIP接待要員として扱われた。たけるから被害を受ける。
「アナウンサー志望でメディア関係者と繋がっていたいと思ったばかりに、都合のいい子扱いされた」と話す。
森川
演 - 福室莉音（最終話）
サークルでの性暴力被害者。悠馬から被害を受けているが、言葉に詰まってあまり話せない。
倉木
演 - 真弓
サークルでの性暴力被害者。流れで泊まってしまったが、寝ているときに男性2人から被害を受ける。
瀬戸
演 - 杉浦楓香
サークルでの性暴力被害者。不本意な行為をされてしまったためにずっと辛くて苦しい思いをしている。
そのために、当時付き合ってた彼とも上手くいかなくなったことを話す。
書店の客
演 - 金森規郎
由希が勤務する書店の客。由希がパパ活の動画を投稿した田口と見間違って動揺してしまう。

#### 最終話
男性
演 - 篠塚勝
彩、桜井、森川と面談する男性。サークルの性暴力をイベントで告発する由希の動画を見せられ、正しい処罰をすることを求められる。
学生
演 - 石田泰誠、小野寺恵人
教室で由希をスマホで撮影していた学生。陽太が止めてデータも消去させた。

## スタッフ
- 脚本 - 山西竜矢、いとう菜のは、的場友見[2]
- 全体構成 - 山西竜矢
- 監督 - 児山隆、進藤丈広[2]
- 音楽 - 坂本秀一[39]
- 音楽プロデューサー・選曲 - 鶴丸正太郎[39]
- オープニングテーマ - Quw「春に涙」[11]
- エンディングテーマ - mzsrz「シェルター」（avex trax）[11]
- チーフプロデューサー - 森田昇[39]
- 医療監修 - 山本昌督
- 法律監修 - 菅弘一、谷口奈津子
- プロデューサー - 本間かなみ（テレビ東京）、雫石瑞穂（テレパック）、山本梨恵（テレパック）[39]
- 制作 - テレビ東京、テレパック[39]
- ポストプロダクション -  ソニーPCL[40]
- 製作著作 - 「SHUT UP」製作委員会[39]

## 製作
学生の貧困事情や格差、さらにはメディアで頻繁に話題に取り上げられている性的同意を題材として取り扱った作品であり、中でも性的同意は最大の題材として扱われている。また主人公たちの社会に対する復讐も、題材の一つとなっている。
プロデューサーの本間かなみ（テレビ東京）は、過去には『うきわ』『今夜すきやきだよ』『30歳まで童貞だと魔法使いになれるらしい』など、原作つきのテレビドラマを手がけており、本作が初のオリジナル作品である。本間はここ数年、明るく理想的な世界を描くドラマが増えたように感じており、本間自身もそうした作品を好んでいるが、そうした風潮が社会問題を覆い隠してしまっていると考えられたことで、その社会問題に正面から向き合って描く作品、許されるべきではないことに対して視聴者が共に立ち上がるエネルギーを得ることができ、変革されるべき社会の構造を考える契機となる作品として、本作の製作に至った。
こうした事情から、従来の作品では希望的な世界を重視していたことに対し、本作では逆に、社会における絶望的な側面の描写が心がけられている。現代社会には、貧困や性被害で苦しむ人々に対して、正論や自己責任論でその口を塞ぐ人がおり、それが社会の風潮となっている部分もあると感じられたことから、本間は「この作品を通じて『その状況に置かれているあなたたちは絶対に悪くない』と伝えたかった」と語っている。また貧困を題材としていることは、本間自身も思春期に貧困を身近に感じていたという事情も背景にある。

### 性暴力の扱い
性暴力や性的同意を題材とした作品にもかかわらず、性行為や性暴力の描写は一切ない。これは、妊娠、中絶、パパ活といった題材の導入により、女性の性に焦点が当てられていること、言い換えれば女性の性を消費している作品だからこそ、題材以上に女性の性を消費したくない、との意図による。同様の理由で、主人公たちが共同生活をしていることから、生活の描写として入浴の場面を入れることも候補に上がったものの、敢えて外されている。
作中で登場する性被害者支援の活動団体「Sancti」は、実在の団体をモチーフにしており、実際の団体の資料を調査したり、実際に行ったことのある人々に話を聞きながら、設定が作り上げられた。中でも、性被害者である主要人物と団体スタッフとのやり取りは、特に意識して制作された。性的同意を最大の題材とすることが、製作初期から製作陣全員で決定されていたため、作中で団体スタッフが「性的同意はとても大切な人権の話」と話し、性被害者が自分の受けたことを性暴力だと理解する場面を描くかどうかに、迷いは生じなかったという。
本作は最終的に、主人公たちが対話を重ねた上で結論を出し、それに基づいた行動の結果、勧善懲悪とはいえない結末を迎える。本間かなみによれば、企画時は勧善懲悪の結末も検討されたものの、現代社会は性暴力の重大さが未だ社会に浸透しているには至らず、被害の声を上げた人に対してセカンドレイプが容易に生じると考えられ、加害者が死んでも性暴力による傷が無くならない可能性すらありうると考えられたことから、そうした背景を前提としたときに、「性暴力は勧善懲悪で終わらせてよいものではなく、性暴力の重大さが社会に伝わってほしい」と考えられたことから、そのような結末にしたという。
また日本は他の先進国と比較して、性加害者に対する処罰など性暴力についてあらゆる面で遅れていると考えられたことから、「視聴者は腹を立ててほしい」との狙いで、性加害者といえる人物たちが、最終回では明確な裁きを受けずに終わる結末を迎えている。

### 人物の描写
他にも従来の作品との違いとして、登場人物の設定も挙げられる。これまでは視聴者に愛されることや、感情移入を意識して制作されていたが、本作では「人情と人権を混在させたくない」との考えにより、それらを最優先にしていない。愛されやすい、感情移入しやすい人物にすると、人物造形で健気な人や善人の比重が高くなることが多く、いわば人情に訴えかける表現手法だといえる。しかし「善人だから助けたい」「善人だから社会の方が間違っている」ではなく、「被害者が理想的な人物や弱者でなくても、その困難が社会の歪みから生じているのなら、社会の方が間違っている」「被害者に同情できるか否かにかかわらず、性暴力は絶対にいけないこと」という考えを大事にしたいと意図されたことで、本作の登場人物の設定は、あえて感情移入のしやすさや、愛されやすさから少し距離が置かれている。
一方で、主人公たちと敵対する立場であるエリート大学生は、作品として彼に寄り添うことは、作品が彼を許すことにも繋がってしまうと考えられたことで、女性蔑視になった背景や、彼の葛藤や苦悩を掘り下げず、価値観が形成された背景はあえて掘り下げずにおかれている。
終盤では、このエリート大学生の側にいた男子大学生たちが、主要人物たち女子大生4人に助力する立場になるが、男女間の連携には恋愛は不必要であることも希望だと考えられたことにより、作中のこの男女間の連携において、恋愛感情が生じないことが設定されている。また彼らを、女性蔑視やホモソーシャルといった価値観から脱却しようとする人物、現代的な価値観を兼ね備えた人物として描写することで、彼らのような男性たちが女性たちと手を取り合うことが可能なら、SNSで多く見られるような性被害時の男女の分断が生じず、性暴力をなくせる未来すらありうるとの希望が込められている。
主人公を演じた仁村紗和は、視聴者の誰かがこうした問題の当事者でありうることを目指した作品であることから、主人公にはシリアスな芝居が必要とされたことで、本間が仁村の切実な心情表現や演技力を評価して、真っ先にオファーした。本間によれば、撮影現場でも仁村は常に、自分がどう動くべきかを考え、尚且つ周囲に対し、登場人物たちの感情や行動のすべてを見ていて、常に周囲を引っ張っていたという。そうした一方で、貧困、売春、格差、復讐、性暴力を題材とした作品という理由で、事務所からオファーを断られるケースもあったという。

### SNSの扱い
SNSでの動画の拡散によって主人公たちが追いつめられるなど、SNSを作中で扱うことは、企画段階から決定されていた。これは現代社会の若者にSNSは必要不可欠と考えられたことに加えて、本間かなみが、近年のSNS上で盛んとなっている私刑の対象が、著名人のみならず一般人にも及び、中には正義感だけではないアテンション・エコノミーのようなパフォーマンスがあるものも感じられ、そうした行為を行う人々の存在、さらにそうした姿を正義だと信じる層が一定数存在する現実に恐怖を感じていたことによる。脚本家の山西竜矢も同じ考えであったことから、SNSの場面は制作陣のそうした感覚をもとに作られた側面が大きい。
また、主人公のパパ活がSNSで拡散される展開については、現実には性行為中の動画の流出が多い一方で、作中での描写は、主人公がパパ活の相手とホテルへ入っていく場面のみである。これは、動画が大勢の目に触れることがなくても、SNSで公開された時点で「消してほしい」と思うのが被害者側の心情だと考えられたこと、貧困や格差社会なども含めて女性が生きる上での苦難の描写が目的であったことから、作中で主人公たちを必要以上に追い込むことを避けたことによる。

## 放送日程
| 話数   | 放送日         | サブタイトル                     | 脚本         | 監督            |
| ------ | -------------- | -------------------------------- | ------------ | --------------- |
| 第1話  | 2023年12月04日 | 女子大生が100万円強盗を企てる    | 山西竜矢     | 児山隆          |
| 第2話  | 12月11日       | 一つの嘘が運命を変える           | 山西竜矢     | 児山隆 進藤丈広 |
| 第3話  | 12月18日       | 100万円強奪計画始動!             | いとう菜のは | 進藤丈広        |
| 第4話  | 12月25日       | 狂ってるのは世の中の方でしょ?    | いとう菜のは | 進藤丈広        |
| 第5話  | 2024年01月08日 | クズ男と直接対決! 悲劇が起きる   | 的場友見     | 進藤丈広        |
| 第6話  | 01月15日       | 一夜の真実と性的同意             | 的場友見     | 児山隆          |
| 第7話  | 01月22日       | 性暴力との闘い。声を上げる者たち | 山西竜矢     | 児山隆          |
| 最終話 | 01月29日       | 私たちは黙らない                 | 山西竜矢     | 児山隆          |

- 第2話は10分繰り下げ、23時16分 - 翌0時5分に放送された。
- 2024年1月1日は放送休止。

## 放送局
| 放送期間                      | 放送時間                     | 放送局         | 対象地域       | 備考   |
| ----------------------------- | ---------------------------- | -------------- | -------------- | ------ |
| 2023年12月4日 - 2024年1月29日 | 月曜 23:06 - 23:55           | テレビ東京     | 関東広域圏     | 製作局 |
|                               |                              | テレビ大阪     | 大阪府         |        |
|                               |                              | テレビ愛知     | 愛知県         |        |
|                               |                              | テレビせとうち | 岡山県・香川県 |        |
|                               |                              | テレビ北海道   | 北海道         |        |
|                               |                              | TVQ九州放送    | 福岡県         |        |
|                               |                              | 岐阜放送       | 岐阜県         |        |
|                               |                              | 奈良テレビ     | 奈良県         |        |
|                               |                              | テレビ和歌山   | 和歌山県       |        |
| 2023年12月5日 - 2024年1月30日 | 火曜 0:05 - 0:56（月曜深夜） | びわ湖放送     | 滋賀県         |        |

### ネット配信
| 配信開始月 | 配信サイト     | 配信料金     | 備考           |
| ---------- | -------------- | ------------ | -------------- |
| 2023年12月 | ネットもテレ東 | 広告付き無料 | 見逃し配信     |
| 2023年12月 | TVer           | 広告付き無料 | 見逃し配信     |
| 2023年12月 | U-NEXT         | 定額制有料   | 独占見放題配信 |
| 2023年12月 | Lemino         | 定額制有料   | 独占見放題配信 |

## 作品の評価
エッセイストの小林久乃や、ノンフィクションライターのヒオカは、作中の主要人物の内の1人の中絶費用のために、他の3人がパパ活や犯罪紛いの行為に走ったり、1人がネットワークビジネスに加担したことを他の1人が必死に止めるといった、常に互いのことを想い合う主人公たち4人の女性たちの友情の固さ、4人の絆を感じさせる作品だと述べている。
また小林やヒオカ、雑誌「JJ」元編集長の今泉祐二らは、若者の貧困や格差など、放映当時の東京の風景が見える点にも着目し、主要人物4人が同じ衣装を何度も着まわしたり、大金の捻出のためにパパ活に手を出さざるを得ない一方、同じ大学にいる別の大学生は質の良さそうな服装から裕福な様子がわかりやすく、明確な格差の表現を評価している。
ヒオカは、性暴力が話題に対して「ついていった方が悪い」「警察に行けばいい」といったセカンドレイプ発言が多く見られ、被害者の置かれる状況や、性的同意について無理解なケースも多い現代において、本作では性暴力の被害者の周囲の者たちが被害者に寄り添う姿勢が描写されていることから、被害者の周囲のとるべき行動について考えさせられる点や、被害者にとって時に危険をも顧みない周囲の者たちの描写を評価し、「今見るべき作品」と意見している。またヒオカは、加害者側にいた男性たちが主人公たちに味方することで、当事者以外の行動の重要さについても着目している。
著述家の吉岡葵は、視聴者が現代社会について考えるきっかけを得ることができる作品、性暴力や貧困、女性の生きづらさなどを無縁に感じている男性が、生理の貧困、性的同意の大切さ、誰かとの連帯の大切さを理解できるとして、「今だからこそ見るべきドラマ」と述べている。
著述家の吉田潮は、主人公たちが格差社会の現実や大人たちの欲望に遭いながらも、人権と自由を奪い返すために奮闘する展開について、貧困と現実の苦悩、社会への呪詛など、製作陣の憤慨が伝わる点を評価している。
フリーライターである田幸和歌子は、性的同意など多くの要素を盛り込んだ物語の丁寧な描写を評価すると共に、原作のないオリジナル作品であることを特筆すべき点として、プロデューサーである本間かなみの手腕を評価している。